# 大衛·里克爾
大衛·里奇尔（捷克語：David Rikl，1971年2月27日—）是捷克职业网球男子运动员。
里奇尔生涯主要成就來自於雙打方面，在2004年美國公開賽和2001年溫布爾登網球錦標賽，分別獲得亞軍。然而，里奇尔達到前100強的單打排名當他成為ATP世界排名第41位在1994年5月2日。他贏得了30個雙打冠軍的。他目前居住在倫敦。 里奇尔在2005年宣布退役。

## 外部連結
- 大衛·里克爾（英文/西班牙文）的官方資料
- 大衛·里克爾的國際網球總會 職業／青少年 官方資料（英文）
- 大衛·里克爾的官方資料（英文）